# Парализа
Парализа (от др. гръцки παράλυσις „отпускане“), пълна плегия (от др. гръцки πληγή „поражение, удар“) – пълното отсъствие на доброволни мускулни движения. Някои характерни видове парализа се обозначават с подходящи термини, като моноплегия, параплегия, хемиплегия и т.н. Парализата се причинява от същите причини като парезата.
Псевдопарализа (от др. гръцки παράλυσις – отпускане и др. гръцки ψεῦδος – фалшив), фалшива парализа е общото наименование на група психични разстройства, чиито симптоми са подобни на тези на прогресивна парализа, двигателно разстройство, което не е причинено от истинска парализа, но с психогенен произход.

## Причини
Парализата най-често е причинена от увреждания на мозъка и нервната система, особено гръбначния стълб. Често срещани причини са инсулт, травма, полиомиелит, амиотрофична латерална склероза, ботулизъм, спина бифида, множествена склероза и др. Отрови като кураре, които пречат на нервните функции, също могат да причинят парализа. Частична парализа може да се наблюдава и по време на фазата на бързия сън.

## Разновидности
Парализата може да бъде обща, локализирана или да следва определен модел. Например при лицева парализа, половината от лицето е парализирана поради възпаление на лицевия нерв от същата страна. Пациенти, преживели инсулт, могат да изпитват слабост в цялото тяло (глобална парализа), да страдат от хемиплегия (слабост от едната страна на тялото) и др. (в зависимост от увредената зона в мозъка).
Терминът церебрална парализа се използва при състояния, причинени от ненормално мозъчно развитие. Мозъчните увреждания водят до липса на контрол и нарушена координация спрямо мускулите.
Повечето видове парализа, причинени от увреждания на нервната система, са постоянни. Среща се и периодична парализа, причинена от други фактори, вкл. сънна парализа.

## Класификация
В зависимост от нарушението на двигателната инервация от заболяване на централната или периферната нервна система се разграничават централна и периферна парализа, като първите се разделят на церебрални и спинални.
Установени са специални имена за някои типични форми на парализа, например:
- Хемиплегия (хемиплегия) – парализа на половината от тялото, обикновено се наблюдава при заболявания на мозъка;
- Тетраплегия (тетраплегия) – парализа на по-голямата част от тялото, включително горните и долните крайници;
- Моноплегия (моноплегия) – парализа, ограничена до един от крайниците;
- Параплегия (параплегия) – ставна парализа на двата горни или двата долни крайника, главно поради увреждане на гръбначния мозък;
- Офталмоплегия – парализа на мускулите на окото;
- Птоза (птоза) – парализа на горния клепач, изразяваща се в пропускането му.

В зависимост от етиологията се различават органични и функционални парализи.

## Симптоми
Централна (спастична) парализа
Развива се при увреждане на пирамидалния тракт на всяко ниво. Няма мускулна атрофия. Поради липсата на инхибиторен ефект на мозъчната кора, първо се появява мускулна хипотония, след това мускулна хипертония и повишени рефлекси: хиперрефлексия, хипертрофия. В тази връзка централната парализа се нарича спастична. Клиничните прояви зависят от степента на увреждане на пирамидния тракт.
Периферна парализа
Периферната парализа е резултат от увреждане на периферните моторни неврони, т.е. клетките на предните рога на гръбначния мозък (или моторните ядра на черепните нерви), предните корени и моторните влакна на спиналните и черепните периферни нерви. Този тип парализа се характеризира със загуба на рефлекси, хипотония и дегенеративна мускулна атрофия, придружена от така наречената реакция на прераждане.

## Болести, които се характеризират с органична парализа
- Инсулт
- Нараняване на гръбначния мозък
- Травма, включително увреждане на нерв (англ.)рус.
- Детски паралич
- Амиотрофична латерална склероза
- Ботулизъм
- Множествена склероза
- Синдром на Guillain-Barré
- Кърлежова парализа
- Отравяне (живачни съединения, невротоксини (ботулинови токсини, батрахотоксин, конотоксини, сакситоксин, тетродотоксин и други), органофосфорни съединения, включително химически бойни агенти, например DFF, табун, зарин, зоман, V-газове.)

## Лечение
Важен аспект е профилактичната мобилизация на парализираните крайници, за да се предотврати появата на контрактури, които ще направят невъзможно движението, фиксирането на ставата, дори и при възстановяване на двигателните функции.
Друг метод на лечение е функционалната електростимулация. Използването му помага за предотвратяване на мускулна атрофия. Електрическата стимулация се използва и в някои устройства за механотерапия.

При лечението на парализа, причинена от увреждане на централната нервна система, широко се използват роботизирани комплекси, които подпомагат възстановяването на двигателните функции. Такива системи се основават на теорията за двигателното обучение чрез многократно повторение на движенията. Един от методите за такова лечение е HAL-терапията.